# Fanny & Felix Mendelssohn Museum
Het Fanny & Felix Mendelssohn Museum is een museum dat gewijd is aan Fanny en Felix Mendelssohn Bartholdy. De twee waren zus en broer en twee vooraanstaande componisten. Het museum is gevestigd in een historische pand in het KomponistenQuartier Hamburg. Het museum werd op 29 mei 2018 geopend, op dezelfde dag als het Gustav Mahler-Museum dat zich ook in het KomponistenQuartier bevindt.
Fanny (1805-1847) schreef tijdens haar leven de composities van meer dan vierhonderd liederen. Felix (1809-1847) was jonger dan zij en componeerde sinds zijn tienerjaren. Hun moeder was aanvankelijk hun pianolerares. Deze rol werd daarna overgenomen door componisten als Ludwig Berger, Marie Bigot en Carl Friedrich Zelter. Daarnaast inspireerden ze elkaar. Het museum gaat nader in op de levens en werken van deze muzikale zus en broer. Er kan naar hun muziek geluisterd worden en inzicht opgedaan worden hoe de composities gemaakt werden. Hun kindertijd wordt belicht en er wordt stilgestaan onder welke omstandigheden zij werkten en hoe Joodse mensen in deze tijd binnen de Duitse cultuur leefden.
Bij de opzet van het museum was de muziekwetenschapper Beatrix Borchard betrokken. Er is gekozen voor een wetenschappelijk verantwoorde presentatie. In het museum worden mediatechnieken gebruikt, wat een bezoeker in staat stelt om zich verder over een onderwerp te laten informeren door op een touchpad te drukken. Daarnaast worden audio-opnames gestart wanneer een bewegingsmelder wordt gepasseerd.

## Impressie
|  |  |